# 腊纳瓦洛娜三世
腊纳瓦洛娜三世（1861年11月22日—1917年5月13日）是马达加斯加伊默里納王國最后一任君主。1883年至1897年在位。本名拉扎芬德拉海蒂（Razafindrahety），为马达加斯加国王安德里亚南普伊奈梅里纳之曾孙女，女王腊纳瓦洛娜二世之侄女。1883年腊纳瓦洛娜二世逝世后，首相赖尼莱亚里沃尼立她为马达加斯加女王，两人开始政治聯姻。在位期间，马达加斯加与法兰西殖民帝国爆发多次战争，逐步遭到后者的蚕食；1895年9月，法国占领首都安塔那那利佛，腊纳瓦洛娜三世率众投降，马达加斯加成为法国保护国。其夫赖尼莱亚里沃尼也被法国放逐到法属阿尔及利亚。
法国政府吞并马岛初期，腊纳瓦洛娜保留了王位，继续担任马达加斯加的虚位元首；但女王本人及伊默里納王室並不願成為附庸，繼續反抗法軍。法国最终在1897年2月28日废黜了腊纳瓦洛娜，伊默里納王國灭亡，马达加斯加正式成为法國殖民地。此后，腊纳瓦洛娜被相继放逐到留尼汪及法属阿尔及利亚，于1917年在阿尔及利亚逝世。

## 早年生涯
腊纳瓦洛娜三世本名拉扎芬德拉海蒂，为马达加斯加王国王子安德里安齐米安纳特拉（Andriantsimianatra）与其妻腊科塔卡之女。她也是伊默里納国王安德里亚南普伊奈梅里纳之曾孙女，又是腊纳瓦洛娜一世女王之外甥女，因此有资格继承王位成为马达加斯加王国君主。拉扎芬德拉海蒂幼年时由父亲安德里安齐米安纳特拉委派的一个家奴照顾。
拉扎芬德拉海蒂到了该上学的年龄时，姑母腊纳瓦洛娜二世开始接替家奴照顾她，并为拉扎芬德拉海蒂指派了倫敦傳道會的教员为她讲课。在此期间，她勤勉好學，热爱研习《圣经》、阅读各种著述，与教员关系亲密；教员也对其评价颇高，并称她表现优异。1874年4月5日，她在安布希曼加受洗成为基督徒。
从学校毕业后，拉扎芬德拉海蒂嫁给了当地贵族拉特里穆（Ratrimo），直到后者于1883年5月8日逝世；依法国政府记载，当时的女王腊纳瓦洛娜二世已经病入膏肓，急于寻找王位继承人的首相赖尼莱亚里沃尼为了維持自己的统治，毒杀了拉特里穆，从而与守寡的拉扎芬德拉海蒂结婚并扶植她为女王。

## 继位

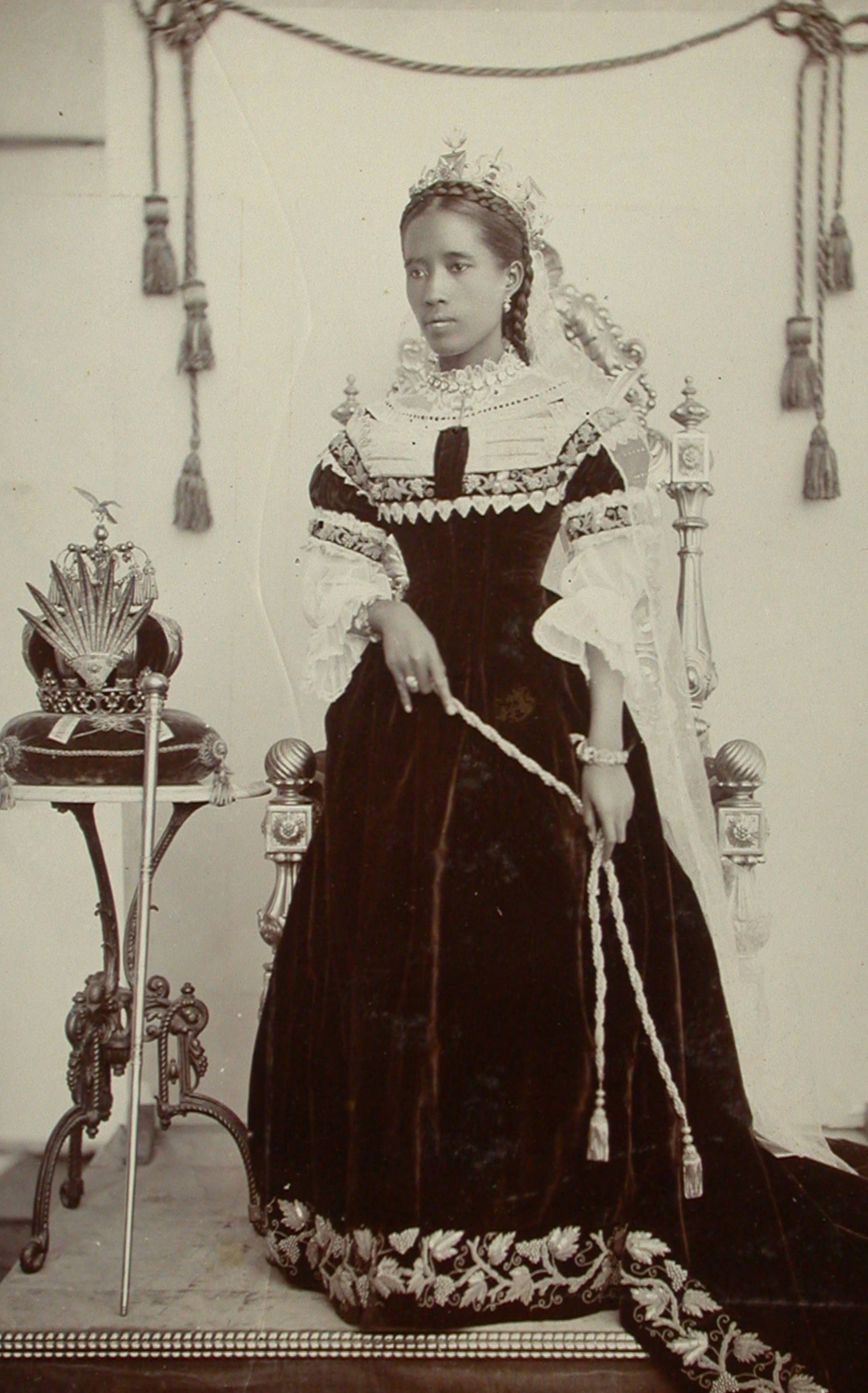
穿着礼服的腊纳瓦洛娜三世

1883年7月13日，腊纳瓦洛娜二世驾崩，在首相赖尼莱亚里沃尼的授意下，拉扎芬德拉海蒂入住塔那那利佛王宫，成为马达加斯加王国女王；1883年11月22日，在拉扎芬德拉海蒂22岁生日当天，王国为她举行了加冕典礼，授予其稱號“受上帝護佑和人民的意愿的腊纳瓦洛娜三世陛下，马达加斯加女王和国家法令的保护者”，史称腊纳瓦洛娜三世。在典礼期间，腊纳瓦洛娜三世打破了以往由士兵练武的惯例，选派了500名男学童及400名女学童参加仪式，其中女生们身着白衣，而男生们则穿着军服，在场地上挥舞着长矛练武；而女王本人则身穿着绣有红色刺绣和金色装饰的白色丝绸长袍出席典礼。当时的美国媒体对女王做出了如下描述：“她的身高略高于常人，五官端正，肤色比周围大多数人要黑黝一些；她看起来相当胆怯，却很好地主持了庄严的宫廷仪式。”
如同两位前任女王一样，腊纳瓦洛娜三世与首相赖尼莱亚里沃尼进行了政治聯姻；賴尼萊亞里沃尼也憑藉著與王室的聯姻，繼續在國內開展改革活動。相比起年长且经验丰富的首相，腊纳瓦洛娜更多地作為國家的象徵出现在公众视野中，如代表首相向民众发表公开演讲，或是代表王室出席新公共建筑的落成典礼。在闲暇时间，腊纳瓦洛娜时常与亲族、侍女在王宫中嬉戏，还嗜好购置精美的时装。她一反前任君主从英国采购服装的惯例，转而从法国巴黎采购。1886年，腊纳瓦洛娜还邀请了法国魔术师马里于斯·卡泽纳夫前来马岛表演，对他相当宠幸；但卡泽纳夫却也为法国情治部门服务，不仅帮助法国政府在马岛收集情报，还致力于提升法国在马达加斯加宫廷的影响力，从而为法国征服马达加斯加做足准备。

### 法国—马达加斯加战争

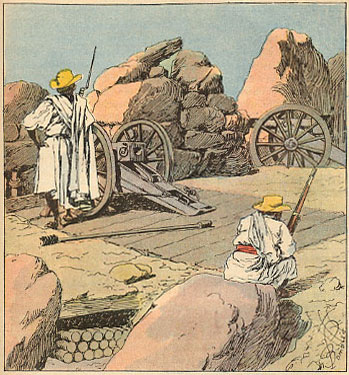
伊默里纳士兵抵御法军入侵

腊纳瓦洛娜三世即位伊始，马达加斯加王国就卷入了英、法两大西方列强为争夺非洲而产生的倾轧。法国对于马达加斯加尤其觊觎；在腊纳瓦洛娜继位前的1883年3月，法国以后者不遵守《朗贝尔特许状》为由，对马岛西北海岸的马任加发起炮击，此次战争持续了两年。在此期间，首相赖尼莱亚里沃尼邀请了参加过祖魯戰爭的英国纳塔尔骑警迪格比·威洛比前往马岛，协助该国管理训练军队，以抵御法國殖民入侵。
尽管如此，马达加斯加政府还是于1885年开始与法国举行停火谈判。同年12月，两国签署和平条约，据此条约，法国在外交关系中有权代表馬達加斯加，法国公民也有权获得马达加斯加政府的特惠待遇，并享有长期租赁权；马达加斯加政府向法國割让北部港口城市安齊拉納納；但法国也在条约中省略了“保护国”的字眼，并承认腊纳瓦洛娜三世对马达加斯加王国的主权，是全岛土地唯一的主人。出于限制条约范围的考量，首相赖尼莱亚里沃尼在批准条约前，要求法国代表签署了一份议定书，法国谈判代表还对和平条约内容进行了解释，条约才正式生效。
对此，西方各国的反应各不相同；因为担心法国的报复，大英帝国接受了法國对马达加斯加的控制，开始通过法国政府与马达加斯加进行接触；1890年英法两国签署的一份协议更体现了英国的这个立场。但美国与德意志帝国则继续承认腊纳瓦洛娜领导下的马达加斯加王国，并与王国政府进行直接接触。与此同时，马达加斯加也开始争取美国等國对自身立场的支持，1886年，女王向美国总统格罗弗·克利夫兰赠送了丝绸、蘭巴裝、象牙别针及编织篮等手工制品，试图换取美国政府对维护马达加斯加主权的支持，但美国政府无意也无法在军事或外交上支持马达加斯加王国，而她赠送给美国总统克利夫兰的手工制品则被克利夫兰本人捐给了国立非洲艺术博物馆；1887年，腊纳瓦洛娜又与法国政府签署了一份新条约，给予了法国更多的特权。

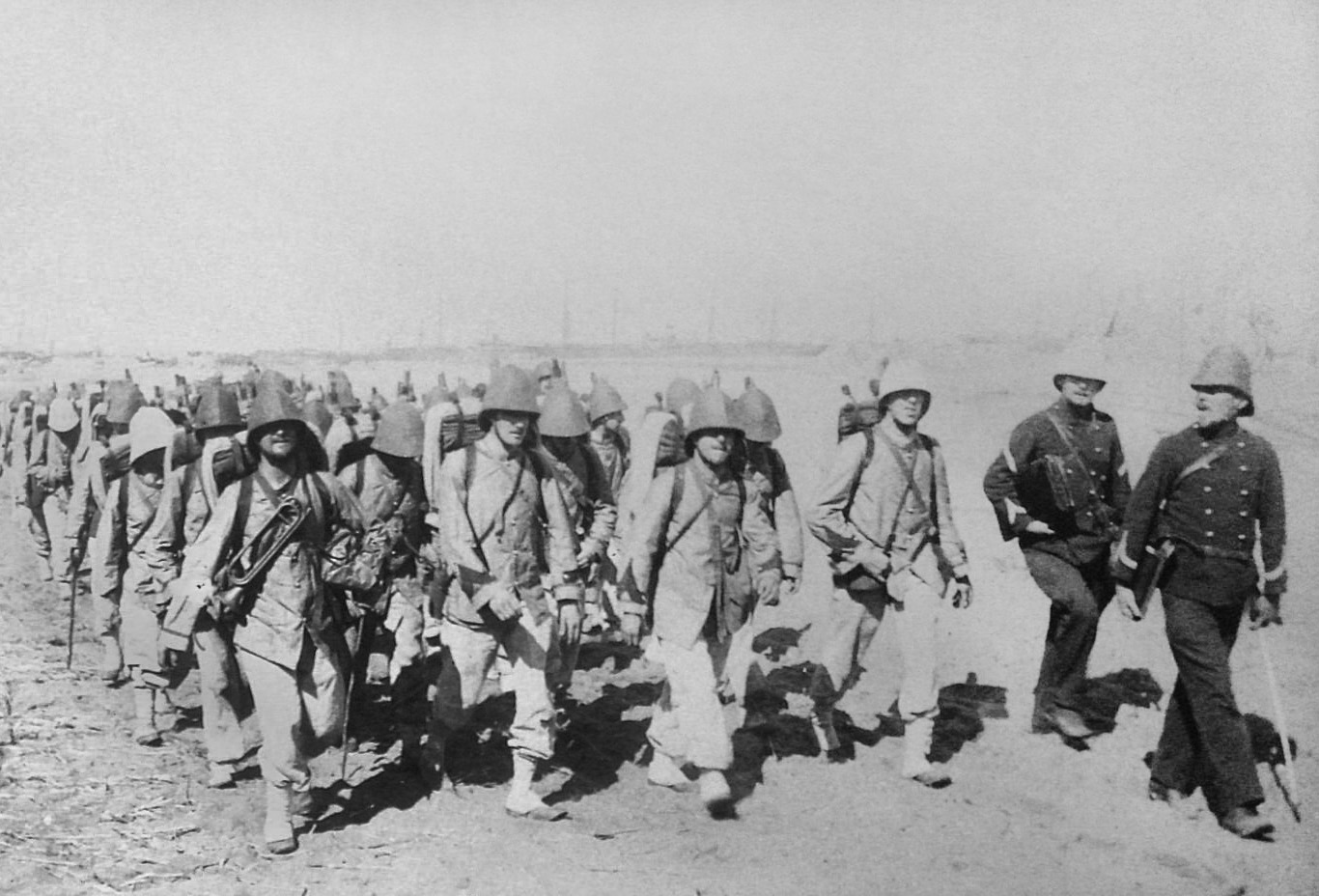
1895年，法军登陆马哈赞加

然而，法国并没有因为女王的妥协而停止对马达加斯加的蚕食，在1890年至1894年间，法国政府试图说服马达加斯加政府接受自己通过1885年的条约在马岛获得的领土权利，但腊纳瓦洛娜三世及首相赖尼莱亚里沃尼却不认同法国的主张，声称该主张是对马达加斯加主权的侵犯；后来，法国政府派出曾任马达加斯加统监的黎眉前往马岛游说，要求马达加斯加接受法国的主张，否则法国将武力征服马岛，其要求遭到了马达加斯加的拒绝；因此，两国的外交联系于1894年再度中断。為了迫使島國屈服，法国对马达加斯加发动了新一轮攻势，先後在1894年12月和1895年1月分別炮轟並占領東海岸的圖阿馬西納和西海岸的馬任加；对此，腊纳瓦洛娜三世于1895年2月在首都塔那那利佛向全国发布动员令，号召民众抵抗法军入侵，并表示了自己与民众一同捍卫国家主权的决心，但并未能够有效地阻挡法军；另一方面，在登陆马岛后，法军开始朝塔那那利佛進發，一路上不少法军士兵因患上瘧疾及其他疾病死亡，導致損失慘重。之後法國從阿爾及利亞和撒哈拉以南非洲等地區抽調援军支援；1895年9月，部隊到達塔那那利佛城下，以猛烈炮火攻擊王宮，造成当地大量人員傷亡，臘納瓦洛娜女王因此被迫宣布投降。

### 法国殖民时期

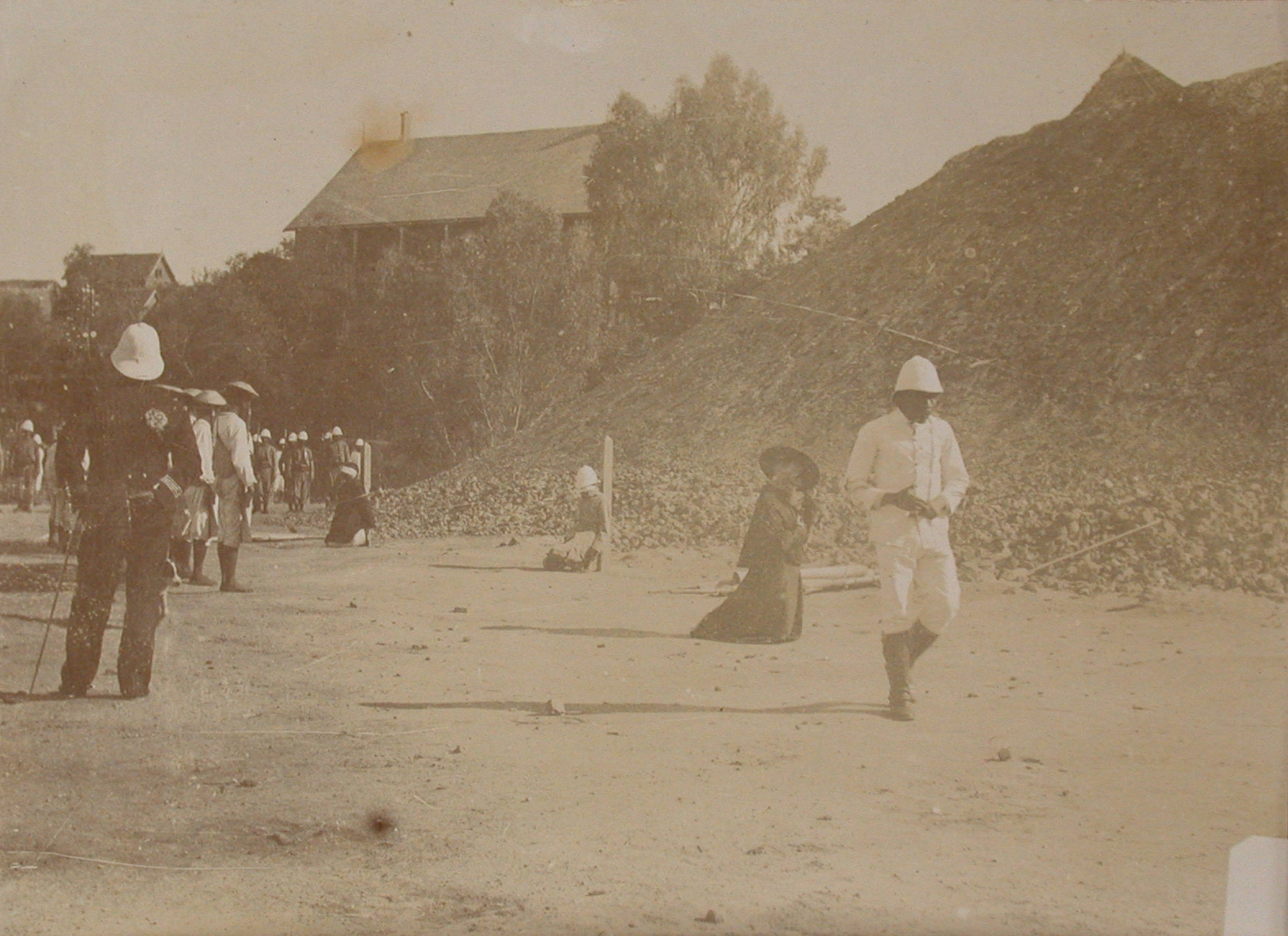
法军处决马达加斯加起义者

1896年1月1日，法国正式吞并马达加斯加，并于同年8月宣布该岛为殖民地；首相赖尼莱亚里沃尼被放逐到法属阿尔及利亚後在当地逝世。腊纳瓦洛娜三世及大部分政府官员得到法国的留任，但没有实权；此时，法国向腊纳瓦洛娜提出任命马达加斯加的新首相，腊纳瓦洛娜认为征服马岛的法军将领雅克·迪舍納适合担任首相。由于马达加斯加王国的政治传统规定女王必须与首相通婚，因此腊纳瓦洛娜便询问迪舍納是否会成为首相及她的下一任丈夫；法国政府则无意强迫女王与首相通婚。最终双方达成协议，女王的外交部长賴尼特辛巴扎菲获任命为新首相，但女王并没有与他成婚。
另一方面，法军进入塔那那利佛城后，因不愿意接受法国的殖民统治，马达加斯加民众发动了梅纳兰巴起义；这场反抗法国、基督宗教及政权腐败的运动不久蔓延到马岛全境，起义者摧毁了教堂并杀死了西方传教士。对此，法国政府也增调了援军对此次起义残酷镇压，并于1897年底彻底平定。而腊纳瓦洛娜的亲信拉齐马曼加（Ratsimamanga）、赖南德里曼潘德里（Rainandriamampandry）等人因策划起义而被法国处决；女王的姑姑拉马辛德拉扎娜则被流放到留尼汪岛，因为法国不愿意处决女性。
法国政府也任命军官约瑟夫·加列尼为马达加斯加总督，以替代文人总督伊波利特·拉罗什；在登陆马岛前，加列尼要求腊纳瓦洛娜女王及其仆从前往法军在马岛的总部，法军随即在她们到达军营后将她们软禁了起来，并迫使女王签署文件，以将王室名下的所有财产移交给法国。

## 放逐

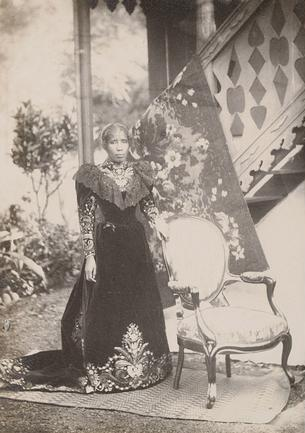
被放逐到留尼汪的腊纳瓦洛娜三世

### 留尼汪
到达马岛履新后，约瑟夫·加列尼于1897年2月27日宣布放逐腊纳瓦洛娜女王，并于翌日废除马达加斯加的君主制；在法国殖民政府命令下，腊纳瓦洛娜于凌晨1点半被人用轿子抬出王宫，前往东海岸的图阿马西纳港，一路上有700余名侍卫及搬运工同行；而在路上，她喝得酩酊大醉，直到3月6日来到图阿马西纳时，她得知了自己的姑姑拉马辛德拉扎娜及姐姐腊森德拉诺罗一家也会同时前往流放地留尼汪岛，其中，她的外甥女，也是腊森德拉诺罗之女的拉扎菲南德里亚马尼特拉已经怀有一个与法军士兵所生的私生女。
随后，腊纳瓦洛娜与亲属、侍从搭乘轮船前往流放地留尼汪岛，并在距离首府圣但尼不远的加勒角（属今勒波尔）上岸；上岸后，船长将她们一行人用马车送往当地的欧洲酒店安顿。其外甥女拉扎菲南德里亚马尼特拉在到达酒店后不久分娩并生下一名女婴，但无法恢复体力的她在婴儿出生五天后就去世了。这个女婴接受天主教洗礼并被命名为玛丽-露易丝，也成为了腊纳瓦洛娜的养女。随后，腊纳瓦洛娜一行人搬到了留尼汪总督府附近一栋由维朗特罗伊夫人（法語：Madame de Villentroy）拥有的两层房屋里，并在那里住了近两年。
随着法兰西帝国与大英帝国在瓜分苏丹事宜上的矛盾加剧，法国政府也担心马达加斯加民众会趁此机会反抗法国统治，同时认为被放逐到留尼汪岛的腊纳瓦洛娜可能会鼓动叛乱，因此，法国决定将她们一行人转移到距离马岛更加遥远的阿尔及利亚。1899年2月，法国政府在几乎未事先通知的情况下，命令腊纳瓦洛娜及其亲属、仆人等搭乘扬子号（Yang-Tse）轮船离开留尼汪。在28天的行程中，她所搭乘的轮船停靠了马约特岛、桑给巴尔、亚丁及吉布地市等地；在此期间，船长还禁止任何非法国人与她对话，直到轮船抵达马赛；腊纳瓦洛娜一行人在当地待了数个月后，才启程前往她们在阿尔及尔穆斯塔法的新居所。当得知自己离开马赛的下一站不是巴黎而是阿尔及尔的时候，腊纳瓦洛娜潸然泪下地感叹道：“谁能预知明天呢？昨天我还是女王，而今我只是一个心碎的妇人”。

### 阿尔及利亚
1899年，腊纳瓦洛娜及其亲属、仆人被法国放逐到阿尔及利亚，他们被安置在阿尔及尔的一座别墅，法国政府也为她们安排了数名侍从，这些侍从负责在腊纳瓦洛娜家接待宾客时监视她们的一举一动。法國每年提供25,000法郎作為她们的生活費用，由法属马达加斯加殖民地总督负责支付。除了少数珠宝外，法国殖民当局没收了她几乎所有的财产，因此25,000法郎的生活费并不足以支撑她们的生活。阿尔及利亚殖民政府多次为她游说，希望为她增加养老金，但遭到拒绝。腊纳瓦洛娜还试图委托一名仆人出售她的珠宝换取现金，但被法国殖民当局发现，这名仆人因此遭到解雇并被遣返回马达加斯加。
被放逐到阿尔及利亚的头几年，腊纳瓦洛娜發現阿爾及利亞的法國人較為友好，当地精英阶层的社交活动良多，因此她时常受邀参加宴会、郊游及文化活动，有时，她也会在自家举办宴席。然而，她一直希望返回家乡马达加斯加，但未果。腊纳瓦洛娜还希望游览法国本土，尤其对巴黎独有情钟，她曾多次向殖民政府申请前往法国本土，但经常遭到拒绝。直到1901年5月，殖民政府才准许腊纳瓦洛娜前往法国本土，到达巴黎后，她被安顿在第十六区香榭丽舍大街与今戴高乐广场间的一间公寓，并参观了巴黎主要的景点，也受邀参加了一些招待会，舞会等活动。法国上流社会对她给予礼遇，并送给她不少礼物，其中包括一件昂贵的礼服。腊纳瓦洛娜还参观了凡尔赛宫，先后前往巴黎市政厅、波尔多及阿卡雄，在当年8月从马赛乘船回到阿尔及尔。此时，她已经消耗了不少经费。腊纳瓦洛娜的行程引起了巴黎一些媒体的关注 ，这些媒体对她的命运表示同情，批评法国政府为她提供的生活费微薄，要求官方给予她作为荣誉军团勋章持有人应有的待遇。
在接下来的十二年里，腊纳瓦洛娜六次游历法国。她逐渐得到了法国民众的尊重及同情，他们也钦佩腊纳瓦洛娜能适应在阿尔及利亚的生活。当时的媒体也时常大张旗鼓地报导腊纳瓦洛娜的游历行程，她受到法国公众的欢迎，以至于1916年生产的一款小饼干的盒子上也印上了她的图像。1903年9月，腊纳瓦洛娜第二次造访法国，访问了塞尔河畔维克以及欧里亚克，在当地民众的压力下，法国政府将她每年的生活费用提高至37,000法郎。两年后，她访问了马赛及巴黎，并住在巴黎第十六区的一套五居室的大公寓内，期间，她参观了巴黎歌剧院、法国众议院的会议，还受到了殖民地部长官的正式接待。此时迫于民众的压力，法国政府再度将她的生活费用提高至每年50,000法郎。1907年，腊纳瓦洛娜在滨海迪沃登陆法国本土，造访了卡爾瓦多斯省，一些法国媒体为她拍摄了照片。1910年8月至9月访法期间，她游历了巴黎、南特、拉博勒-埃斯库布拉克和圣纳泽尔并再次成为在地媒体的焦点。1912年，她前往基贝维尔旅行期间，法國方面将其生活费增加至每年75,000法郎。1913年，她最后一次造访法国本土并游历了马赛、艾克斯莱班和阿勒瓦尔。1914年，第一次世界大战爆发，此后腊纳瓦洛娜再也没有游历法国本土，在此期间，她和家人时常参加歸正宗在阿尔及尔市中心举行的新教礼拜活动。她还参与了阿尔及利亚红十字会的人道主义活动。

## 逝世以后

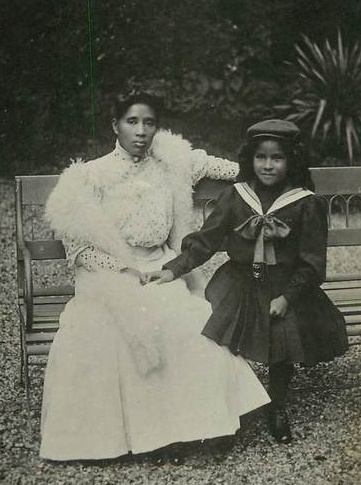
腊纳瓦洛娜三世与养女玛丽-露易丝 (马达加斯加)

自1897年离开马达加斯加后，腊纳瓦洛娜不曾回到当地，殖民政府亦于1910年、1912年两度以经费不足为由拒绝她返回马达加斯加。腊纳瓦洛娜本人则于1917年5月13日因严重栓塞在阿爾及爾的别墅中逝世，享年55岁。其葬禮于25日上午10点在阿爾及爾的圣欧仁公墓舉行，参加者包含她的友人、教会成员以及阿尔及尔的一些精英。不过，她的墓葬并没有受到很好的维修保护。1925年6月，法属阿尔及利亚总督曾致函马达加斯加总督，敦促后者为墓葬提供维护费，但遭到后者拒绝，因此，她在阿尔及尔的坟墓从未被整修过。1938年11月，拉纳瓦洛娜的遺骨歸葬到其家乡马达加斯加的塔那那利佛王宫，并与臘佐赫里納合葬。1995年11月6日夜间，塔那那利佛王宫发生的大火摧毁了塔那那利佛王宫及其陵墓，但腊纳瓦洛娜三世的遗骸得以保存下来，并最终于2007年被移葬到安布希曼加的皇家陵墓中。
在腊纳瓦洛娜逝世后不久，她的姑姑拉馬辛德拉扎娜移居到法国东南部的濱海阿爾卑斯省，于当地逝世。腊纳瓦洛娜的养女玛丽-露易丝则在其逝世前离开阿尔及尔，前往法国本土的一所中学求学，毕业后成为一名护士，但法国政府继续为其发放生活费。1921年6月24日，她嫁给了法国农业工程师安德烈，两人没有子女。玛丽后来与安德烈离婚，并成了法国的社交名媛，1948年1月18日，她在贝茨河畔巴佐什逝世。

### 註腳
1. 1 2 3 4  唐同明（1986年）
2. ↑  宁骚. . . 2022-01-20  [2023-08-08] （中文（中国大陆））.
3. ↑  Le Dictionnaire（2013年）
4. 1 2 3  Trotter Matthews（1904年），第243页
5. 1 2 3 4 5  Titcomb（1896年），第530-542页
6. 1 2 3 4  Stuart Robson（1896年），第103-104页
7. 1 2  Ministère de la marine et des colonies（1884年），第117页
8. ↑  . The University of Queensland. Brisbane, Queensland, Australia.   [2006-04-30]. （原始内容存档于2011-06-05） （英语）.
9. ↑  海青（1990年）
10. ↑  Nativel（2005年），第112页
11. 1 2  Stratton（1964年），第142页
12. 1 2  Carpenter（1908年），第370-372页
13. 1 2  Munn（1895年）
14. ↑  Roland，Fage & Sanderson（1985年），第522-524页
15. ↑  Cousins（1895年），第73页
16. ↑  Dousset（2018年）
17. 1 2  李安山. . . 2022-01-20  [2023-08-11] （中文（中国大陆））.
18. ↑  Priestley（1967年），第305页
19. 1 2  Curtin（1998年），第186页
20. ↑  . United States Department of State.   [2023-07-31]. （原始内容存档于2011-05-25） （英语）.
21. ↑  . Pangloss.de.   [2023-08-11]. （原始内容存档于2022-11-27） （德语）.
22. ↑  . Smithsonian National Museum of African Art.   [2011-11-11]. （原始内容存档于2011-07-09） （英语）.
23. ↑  李安山. . . 2022-01-20  [2023-08-08] （中文（中国大陆））.
24. ↑  Roland，Fage & Sanderson（1985年），第530页
25. 1 2 3 4 5  Randrianja（2001年），第100-110页
26. ↑  宁骚. . . 2022-01-20 （中文（中国大陆））.
27. ↑  Barrier（1996年），第205页
28. ↑  李安山. . . 2023-04-17  [2023-08-20] （中文（中国大陆））.
29. ↑  Ellis（1980年），第220页
30. ↑  Campbell（1991年），第259-291页
31. ↑  Ellis（1980年），第230页
32. 1 2  Basset（1903年），第140-142页
33. ↑  Barrier（1996年），第245-246页
34. ↑  Barrier（1996年），第260页
35. ↑  Barrier（1996年），第260-266页
36. ↑  Öztuna（2005年），第559页
37. ↑  Barrier（1996年），第267页
38. ↑  Churchill（1892年）
39. ↑  Barrier（1996年），第269-271页
40. ↑  Barrier（1996年），第273-274页
41. ↑  The Bookman（1908年）
42. 1 2  Kings in Exile（1904年）
43. ↑  Barrier（1996年），第288-303页
44. 1 2  Barrier（1996年），第347页
45. 1 2 3 4 5  Bergougniou，Clignet & David（2001年），第87-89页
46. ↑  Barrier（1996年），第334页
47. ↑  Saillens（1906年）
48. ↑  Nativel（2005年），第16页
49. ↑  Vanf. . L'Express de Madagascar (Antananarivo, Madagascar). 2022-09-30  [2024-05-10]. （原始内容存档于2024-05-10） –AllAfrica （法语）.
50. ↑  Andrianjafitrimo（2007年），第187页
51. ↑  Barrier（1996年），第358页

### 文獻
- Andrianjafitrimo, Lantosoa, , Paris: Karthala Editions, 2007  [2023-10-17], ISBN 9782845864764 （法语）
- Barrier, Marie-France, , Paris: Balland, 1996, ISBN 978-2-7158-1094-5 （法语）
- Basset, Charles, , Paris: A. Rousseau, 1903  [2023-10-17] （法语）
- Bergougniou, Jean-Michel; Clignet, Rémi; David, Philippe, , Paris: Karthala Editions, 2001  [2023-10-17], ISBN 978-2-84586-200-5 （法语）
- , The Bookman (26) (London: Dodd Mead & Co.), 1908: 118  [2023-10-17] （英语）
- Bonar A. Gow, , New York, USA: Africana Pub. Co.: 41, 1979, OCLC 4499100 （英语）
- Campbell, Gwyn, , International Journal of African Historical Studies, 1991, 24 (2): 259–291, JSTOR 219791, doi:10.2307/219791 （英语）
- Carpenter, Frank G., Pattengill, Henry , 编,  28, Lansing, MI: 370–372, 1908-01-23 （英语）
- Churchill, Winston, , The North American Review (North American Review University of Northern Iowa 1222 West 27th Street Cedar Falls, Iowa, United States: University of Northern Iowa), 1892-12, 167 (505): 736–743  [2023-09-03], （原始内容存档于2023-09-03） （英语）
- Cousins, William Edward, , The Religious Tract Society: 73, 1895 （英语）
- Curtin, Philip D., , Cambridge, Massachusetts: Cambridge University Press, 1998  [2023-10-17], ISBN 978-0-521-59835-4 （英语）
- Dousset, Jean-Luc, , Le Puy-en-Velay: Éditions Jeanne d’Arc, 2018, ISBN 978-2362620744 （法语）
- Ellis, Stephen, , The Journal of African History, 1980, 21 (2): 219-234  [2023-08-20], （原始内容存档于2023-08-20） （英语）
- Fouque, Antoinette; Calle-Gruber, Mireille; Didier, Béatrice, , Éditions des Femmes: 14009, 2013, ISBN 978-2-7210-0631-8 （法语）
- 海青、雪梅, , 北京市: 中国青年出版社: 296, 1990, ISBN 9787500607229 （中文（中国大陆））
- Massachusetts Reformatory, , Our Paper, 1904-10-01, 20 (40): 639 （英语）
- Ministère de la marine et des colonies, , Paris: Gouvernement de la France, 1884  [2023-10-17] （法语）
- Nativel, Didier, , Antananarivo, Madagascar: Karthala Éditions, 2005  [2023-10-17], ISBN 978-2-84586-539-6 （法语）
- Öztuna, Yılmaz, , Ankara, Türkiye: Kültür Bakanlığı, 2005, ISBN 9789751704696 （土耳其语）
- Priestley, Herbert Ingram, : 305, 1967 [1938]  [2023-10-17], ISBN 978-0-7146-1024-5 （英语）
- Randrianja, Solofo, , Paris: Karthala Editions, 2001  [2023-10-17], ISBN 978-2-84586-136-7 （法语）
- Roland, Oliver; Fage, John; Sanderson, G.N.,  6, Cambridge, UK: Cambridge University Press, 1985  [2023-10-17], ISBN 978-0-521-22803-9 （英语）
- Saillens, Pasteur R., , The Missionary Review of the World 29 (London: Funk & Wagnalls), 1906: 449  [2023-10-17] （英语）
- . Scientific American Supplement (1037) (New York: Munn & Co. Publishers). 1895-11-16: 16568  [2023-08-09]. （原始内容存档于2023-03-28） （英语）.
- Stratton, Arthur, , Berlin: Scribner, 1964  [2023-10-17] （英语）
- Stuart Robson, Isabel, , Children's Friend 36 (London: S.W. Partridge & Co.), 1896  [2023-10-17] （英语）
- 唐同明, , 《贵州师范大学学报（社会科学版）》 (中国贵州: 贵州师范大学), 1986, (4): 59–61, CNKI GZSF198604015 （中文（中国大陆））
- Titcomb, Mary, , Frank Leslie's Popular Monthly, 1896-11  [2023-10-17] （英语）
- Trotter Matthews, Thomas, , London: A. C. Armstrong, 1904  [2011-04-10] （英语）